# Abzeichen „Für längeren Dienst“
Das Abzeichen „Für längeren Dienst“ (russisch Знак „За сверхсрочную службу“) war eine militärische Auszeichnung der ehemaligen Sowjetunion, welche am 1. August 1957 auf Befehl des Ministers für Verteidigung der UdSSR gestiftet wurde. Die Verleihung des Abzeichens erfolgte an Angehörige der Land-, Luft- und Seestreitkräfte der UdSSR, die nicht älter als 35 Jahre waren und nach ihrem fünfjährigen Pflichtdienst diesen freiwillig verlängerten.

## Aussehen und Trageweise
Das Abzeichen hat die Form einer grauschwarzem Schwinge, in dessen Mitte ein goldener fünfstrahliger Stern auf hellblauen Grund zu sehen ist. Umschlossen wird dieser Stern von einem Eichenlaubkranz, der an seiner oberen Seite eine wehende Fahne zeigt, die je nach Einsatz des Längerdienenden die Flagge der Landstreitkräfte (rote Flagge), der Luftstreitkräfte (blau mit gelben Strahlen) oder Seekriegsflotte (weiß mit roten Stern) der UdSSR zeigt. An der Unterseite des Eichenlaubkranzes befinden sich zwei Ösen, an denen ein dreieckiger Anhänger mit der Zahl der längerdienenden Jahre angegeben ist. Getragen wurde das Abzeichen an der linken Brustseite des Beliehenen unter den sonstigen verliehenen Medaillen.